# Sexualitat humana
La sexualitat humana comprèn un gran nombre de comportaments i processos amb aspectes psicològics, socials, biològics, culturals, polítics, espirituals i religiosos.
L'estudi de la sexualitat humana inclou el conjunt de comportaments i fenòmens que tenen a veure amb el sexe, com són les relacions sexuals, l'enamorament, la satisfacció sexual, la reproducció i la repressió sexual.

L'OMS defineix la sexualitat com
| «                                                                                           | un aspecte central de l'ésser humà al llarg de la seva vida que engloba el sexe, la identitat de gènere i els rols, l'orientació sexual, l'erotisme, el plaer, la intimitat i la reproducció. La sexualitat es viu i s'expressa en pensaments, fantasies, desitjos, creences, actituds, valors, conductes, pràctiques, rols i relacions. Tot i que la sexualitat pot incloure totes aquestes dimensions, no totes elles s'experimenten o s'expressen sempre. La sexualitat està influenciada per la interacció de factors biològics, psicològics, socials, econòmics, polítics, ètics, legals, històrics, religiosos i espirituals | » |
| — Centre Jove Atenció a les Sexualitats, http://www.centrejove.org/info/1-1_sexualitat.html | |   |

## Dimensions
La sexualitat és un concepte ampli que considera diferents dimensions o característiques que interactuen entre si a nivell biològic, psicològic i social. Segons el model sexològic podem distingir-ne cinc dimensions.
- Eròtica: és allò que desitgem. Té a veure amb les fantasies, l'imaginari i la manera d'expressar les nostres vivències.
- Sexualitat: és allò que sentim. Té relació amb les vivències, sensacions i sentiments.
- Ars amandi: és allò que fem. Té a veure amb el modus operandi, amb les pràctiques sexuals.
- Parella: és allò que tenim. Té a veure amb el desenvolupament i l'establiment de relacions afectives significatives.
- Sexe: és allò que som. Té a veure amb la identitat de gènere i el procés de construcció del gènere. El sistema sexe-gènere incorpora categories com: el sexe biològic, la identitat de gènere, l'orientació sexual i l'expressió de gènere.

El sexe (o sexe biològic) és l'estat biològic de la persona i es classifica típicament com a mascle, femella o intersexual (combinacions atípiques de característiques que solen distingir mascles de femelles). Hi ha un conjunt d'indicadors sobre el sexe biològic, com són els cromosomes sexuals, les gònades, els òrgans reproductors interns i els genitals externs.
La identitat de gènere fa referència a la identitat subjectiva d'una persona com a home, dona o transgènere. Quan la identitat de gènere i el sexe no són congruents d'acord amb el context cultural, la persona es pot identificar al llarg de l'espectre transgènere.
L'assignació de gènere és la classificació d'un infant com a home o dona. Es realitza al naixement i a partir de l'aspecte dels genitals externs. Així doncs, quan una persona té una identitat de gènere i expressió de gènere que encaixen amb el gènere assignat al naixement, és cisgènere. Mentre que una persona que presenta una identitat de gènere diferent de l'assignada, és transgènere.
Així, el gènere fa referència a les actituds, els sentiments i els comportaments que una cultura determinada associa al sexe biològic de la persona. El gènere implica els aspectes psicològics, conductuals, socials i culturals del sexe. Mentre que els aspectes del sexe biològic són iguals en diferents cultures, els aspectes de gènere poden ser distints.
L'orientació sexual o afinitat sexoafectiva és l'atracció sexual, eròtica, amorosa i emocional cap a un grup de persones que pertanyen a un gènere determinat.
Finalment, l'expressió de gènere és la manera en què una persona actua per comunicar el seu gènere en una cultura determinada. Per exemple, la roba i accessoris elegits, els interessos, els patrons de comunicació. L'expressió de gènere pot ser o no conforme amb els rols de gènere socialment prescrits, i pot reflectir o no la identitat de gènere de la persona.

## Etapes de la sexualitat al llarg de la vida
La sexualitat és present en totes les etapes de la vida, des de la fetal fins a la vellesa. Així, al llarg de la vida, cada etapa necessita coneixements i experiències específiques per a un desenvolupament òptim.
Segons si es pertany a un sexe masculí o femení podem distingir entre diferents etapes sexuals. Anna Salvia diferencia tres etapes en la sexualitat de les dones: la infantesa, l'etapa fèrtil i la maduresa. Durant la primera i la darrera etapa hi ha un patró hormonal lineal, és a dir, cada dia tenim una càrrega hormonal similar, amb variacions puntuals. En l'etapa fèrtil (des de la primera regla, menarquia, fins a l'última regla, menopausa), el patró hormonal és cíclic, regit pel cicle menstrual i el cicle de reproducció.
L'adolescència i la menopausa són períodes de transició entre etapes. Durant aquests períodes s'experimenten canvis en tots nivells (alteracions corporals, hormonals, emocionals...).
En el sexe masculí es poden diferenciar dues grans etapes: la infància i l'etapa fèrtil que, finalment, acaba derivant en la maduresa. Totes les etapes es caracteritzen per seguir un patró hormonal lineal. El pas de la infantesa a l'etapa fèrtil ve marcada per la primera ejaculació, entre els 12 i els 14 anys, i, com en el sexe femení, l'adolescència provoca canvis rellevants.

## Drets sexuals i reproductius (DSiR)
Al voltant de la sexualitat s'han desenvolupat convencions per establir i protegir els drets sexuals i reproductius (DSiR).
Aquest concepte sorgeix a la dècada dels setanta arran de l'activisme feminista i com el dret al control del propi cos, a la regulació de la sexualitat i a la capacitat reproductiva sense imposicions de violència de cap tipus. A partir de les demandes del moviment feminista sorgeix la necessitat de qüestionar i revaloritzar els drets humans recollits en la Declaració Universal dels Drets Humans del 1948 per incorporar-ne els DSiR. El 1986 es realitza la Primera Conferència Mundial de Promoció de la Salut a Ottawa, on s'estableix l'objectiu de salut per a tot el món per a l'any 2000. El 1994 té lloc la Conferència Internacional sobre Població i Desenvolupament al Caire, en què s'introdueixen qüestions relatives a la salut reproductiva i a la salut sexual. Finalment, l'any 1995 es realitza la IV Conferència Mundial sobre les Dones a Beijing, fent referència als DSiR com a part indissoluble dels drets humans. De les conferències del Caire i de Beijing s'estableixen revisions dels acords cada cinc anys.
La nova agenda 2030 aprovada per l'ONU incorpora els DSiR en els Objectius de Desenvolupament Sostenible. Aquests objectius han de ser aplicats per a tots els estats membres de les Nacions Unides i complir-los abans de l'any 2030.
Els 12 DSiR són:
1. Dret a la vida
2. Dret a la igualtat i no discriminació
3. Dret a decidir si tenir fills/es o no
4. Dret a la llibertat de pensament
5. Dret a no ser sotmesa o sotmès a tortures ni a maltractaments
6. Dret a gaudir del progrés científic
7. Dret a planificar una família i a contraure matrimoni
8. Dret a la informació i educació
9. Dret a la llibertat i seguretat
10. Dret a la participació i a la lliure associació
11. Dret a la privacitat
12. Dret a la protecció i la cura de la salut

Un dels drets més destacats és el dret a la salut sexual i el dret a l'educació sexual.

Segons l'OMS,
| «                                                                                      | la salut sexual és un estat de benestar físic, mental i social en relació amb la sexualitat. Requereix un enfocament positiu i respectuós de la sexualitat i les relacions sexuals, així com la possibilitat de tenir experiències sexuals plaents i segures, lliures de tota coacció, discriminació i violència | » |
| — Organització Mundial de la Salut (OMS), https://www.who.int/topics/sexual_health/es/ | |   |

Pel que fa a l'educació sexual, tradicionalment s'ha centrat en els potencials riscos de la sexualitat com l'embaràs no planificat o les infeccions de transmissió sexual (ITS). No obstant això, s'ha demostrat que un enfocament holístic basat en la comprensió de la sexualitat com una àrea de potencial humà ajuda a desenvolupar habilitats essencials per construir una sexualitat sana, responsable i lliure. Així, una educació sexual de qualitat hauria de tenir en compte la perspectiva feminista (treballar per desconstruir mites, incloure les diversitats sexuals i de gènere i la interseccionalitat de tots els eixos d'opressió), hauria de potenciar una imatge positiva de la sexualitat, un abordatge de les emocions i basar-se en els, ja citats, DSiR.
A més, associacions i institucions diverses han desenvolupat recomanacions i criteris per implementar una educació sexual de qualitat adaptada a les edats i característiques de la persona.

## Religió i sexualitat
Les perspectives de les nombroses religions i creients en relació amb la sexualitat humana varien enormement entre elles, des de donar-li al sexe i la sexualitat una connotació més aviat negativa fins a creure que el sexe és l'expressió més alta del diví. A l'hora d'avaluar la moralitat relativa al sexe i la sexualitat, algunes religions fan una distinció entre activitats sexuals humanes que es practiquen per a la reproducció biològica (a vegades permeses solament en el context d'un estat marital formal i a una certa edat) i aquelles practicades solmante pel plaer sexual.

### Sexe i cristianisme
En general, la visió majoritària del Cristianisme entén la sexualitat en el seu doble vessant unitiva i procreativa. Ambdues, d'acord amb l'antropologia cristiana, es donen en l'àmbit de la vida marital dins del matrimoni heterosexual, que sol tenir una valor sagrat en la majoria de les confessions (així, a les esglésies Catòlica i Ortodoxa es tracta d'un dels set sagraments). El vessant unitiu ve a acréixer la unió (amor) entre un home i una dona ("formen una sola carn"), abastant la totalitat de les dimensions personals (afectiva, cognitiva, volitiva, biològica, etc.), i no sols la genitalitat. Aquesta unió va encaminada a la complementarietat i felicitat de tots dos cònjuges, i a la seva contribució al pla creador de Déu, a través del segon vessant, que és la "pro-creativa" (i no simplement "reproductiva"). Les fonts principals de la teologia i antropologia del cristianisme són la Bíblia (especialment, el Nou Testament) i els textos de la patrística, juntament amb les aportacions de teòlegs i filòsofs de la tradició com Agustí d'Hipona o Tomàs d'Aquino.
El cristianisme, per tant, entén la sexualitat com una realitat positiva creada per Déu. La unió entre l'home i la dona és imatge de la unió entre Crist i la seva església, com apareix en les Sagrades Escriptures.
No obstant això, l'excessiu recalcament que es fa sobre els vessants abans citats, unides al concepte de «el natural» desenvolupat per pensadors com l'aquinat han fet, al llarg de la història, que es condemnessin de l'una o l'altra forma totes aquelles pràctiques sexuals que no fossin directament encaminades a tots dos fins simultàniament. Est el cas de les pràctiques homosexuals (condemna que a vegades referencia una de les cartes de Sant Pau).
Tampoc s'accepten com a concordes a la moral cristiana altres aspectes de la sexualitat com són les fantasies sexuals (que s'entenen com a "pensaments impurs"), o la masturbació (que s'entén com un "greu desordre que atempta contra la dignitat" de la sexualitat—vegeu, per exemple, el CIC—).
Entre altres pràctiques que es condemnen està l'ús del preservatiu, en entendre que "cega la via natural cap a la procreació". Òbviament, no es condemna l'aspecte "preventiu" en la transmissió de malalties com la SIDA; simplement, s'entén que el sexe només ha de donar-se dins del matrimoni, i que l'ús d'anticonceptius artificials en aquest àmbit és "antinatural".

#### Cristianisme evangèlic
En assumptes de sexualitat, diverses esglésies evangèliques promouen un pacte de puresa als joves cristians evangèlics, els qui són convidats a comprometre's durant una cerimònia en públic en abstinència sexual fins a matrimoni cristià. Aquest pacte sovint se simbolitza amb un anell de puresa.
A les esglésies evangèliques, s'encoratja als adults joves i les parelles solteres a casar-se d'hora per a viure una sexualitat segons la voluntat de Déu.
Un estudi estatunidenc de 2009 de la Campanya nacional per a prevenir l'embaràs adolescent i no planificat va informar que el 80% dels joves evangèlics solters havien tingut relacions i que el 42% estaven en una relació amb el sexe, quan van ser enquestats.
La majoria de les esglésies evangèliques cristianes estan en contra la interrupció voluntària de l'embaràs i fan costat a les agències d'adopció i agències de suport social per a mares joves.
La masturbació és vista com a tabú per alguns pastors evangèlics a causa dels pensaments sexuals que poden acompanyar-la. En els Estats Units i Nigèria, altres pastors evangèlics creuen que la masturbació pot ser beneficiosa per al cos i que és un regal de Déu per a evitar la fornicació, especialment per als solters.
Algunes esglésies evangèliques només parlen d'abstinència sexual i no parlen de sexualitat en el matrimoni. Altres esglésies evangèliques parlen de sexualitat cristiana com un regal de Déu i part d'un matrimoni cristià complert, en missatges en serveis o conferències. Molts llibres i llocs web evangèlics estan especialitzats en el tema.
Les percepcions de l'homosexualitat a les Esglésies evangèliques són variades, les principals són  conservadora fonamentalista o  moderada, liberal i neutral.
Quant a les posicions conservadores moderades, encara que no aproven les pràctiques homosexuals, mostren simpatia i respecte pels homosexuals. Existeixen associacions evangèliques internacionals gay-friendly. Algunes associacions evangèliques han adoptat posicions neutrals, deixant l'opció a les esglésies locals de decidir per matrimoni igualitari.
El matrimoni cristià és presentat per algunes esglésies com una protecció contra la mala conducta sexual i un pas obligat per a obtenir un lloc de responsabilitat a l'església. Aquest concepte, no obstant això, ha estat desafiat per nombrosos escàndols sexuals que involucren a líders evangèlics casats. Finalment, els teòlegs evangèlics van recordar que el celibat hauria de ser més valorat a l'Església d'avui, ja que el do del celibat va ser ensenyat i viscut per Jesucrist i Pau de Tars.